# Oka Ichinosuke

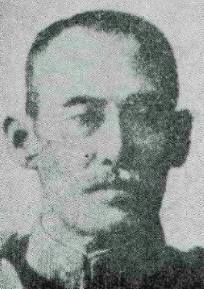
Oka Ichinosuke

Danshaku Oka Ichinosuke (jap. 岡 市之助; * 28. März 1860 in Hagi, Chōshū-han, Japan; † 20. Juli 1916) war ein Generalleutnant des Kaiserlich Japanischen Heeres und Heeresminister.

## Leben
Oka Ichinosuke wurde im März 1860 in Hagi im Chōshū-han, der heutigen Präfektur Yamaguchi, geboren. Im Jahr 1881 schloss er den vierten Jahrgang der Heeresoffizierschule und 1888 den ebenfalls vierten Jahrgang der Heereshochschule ab. Er diente nacheinander als stellvertretender Kommandeur der 8. Infanteriebrigade und als Kommandeur des 20. Infanterieregiments. Während des Ersten Japanisch-Chinesischen Krieges war er Stabschef der 1. Division.
Nach dem Krieg diente Oka auf verschiedenen administrativen und Stabsstellen im Heeresgeneralstab. Während des Russisch-Japanischen Krieges arbeitete er im Büro für Militärangelegenheiten. Im Jahr 1905 erfolgte seine Beförderung zum Generalmajor. Im Anschluss hieran kommandierte er nacheinander die 27. und 29. Infanteriebrigade, bevor im Februar 1913 die Beförderung zum Generalleutnant erfolgte. 1913 war er Befehlshabender Offizier der 3. Division.
Am 16. April berief ihn Premierminister Ōkuma Shigenobu in seinem 2. Kabinett zum Heeresminister. Am 30. März 1916 trat er aus gesundheitlichen Gründen von diesem Posten zurück. Unmittelbar vor seinem Tod im Juli desselben Jahres wurde er nach dem japanischen Adelssystem des Kazoku in den Rang eines Danshaku erhoben.